# Савой (Москва)
55°45′38″ пн. ш. 37°37′24″ сх. д. / 55.76052° пн. ш. 37.62338° сх. д.
Савой  — п'ятизірковий готель, розташований у центрі Москви на вулиці Рождественка, д. 3/6, стор. 1.

## Історія
Побудований в 1912—1913 роках за проектом архітектора В. А. Величкина для страхового товариства «Саламандра». П'ятиповерховий будинок вирішено в неокласичному стилі з елементами ампіру; ріг будинку зрізаний і оформлений на другому поверсі напівротондою з іонічною колонадою, завершеною балконом третього поверху. Відкритий в 1913 році готель отримав назву «Берлін», а з початком Першої світової війни був перейменований у «Савой». У 1910-х роках інтер'єри кафе «Савой» були оформлені інженером-архітектором П. П. Вісьнєвскі, за участю художника А. А. Томашкі.
Після жовтневої революції в будинку розмістилося гуртожиток Наркоминдела; пізніше будівля була віддана під готель. У 1935 році в ній жили відвідали СРСР письменники Ромен Роллан і Анрі Барбюс. У 1958 році готель знову отримала назву «Берлін». До 1980-х років готель у своєму розпорядженні 90 номерами на 157 місць. Після проведеної в 1987—1989 роках реконструкції, у ході якої було відновлено початкове оформлення фасадів будівлі, готелі було повернуто історичну назву «Савой».
«Савой» був першим готелем у СРСР, який став надавати послуги міжнародного рівня. Зараз готель має п'ятизірковий статус і має у своєму розпорядженні 67 номерів, 11 з яких — класу «люкс».
Власником готелю є ВАТ «Инфа-Готель», яке, у свою чергу, на 84 % належить Musgrave Holdings (входить до групи «Гута») і на 16 % — уряду Москви.